# Anaxyrus fowleri
Anaxyrus fowleri е вид жаба от семейство Крастави жаби (Bufonidae). Видът е незастрашен от изчезване.

## Разпространение
Разпространен е в Канада и САЩ.

## Описание
Популацията на вида е стабилна.